# Maxim Sergejewitsch Makarow
Maxim Sergejewitsch Makarow (russisch Максим Сергеевич Макаров, englisch Maksim Makarov; 9. Dezember 1995 in Badja, Rajon Werchnekamski, Oblast Kirow) ist ein russischer Biathlet, der seit 2021 international für Moldawien startet. Er nahm an den Olympischen Spielen 2022 teil.

## Sportliche Laufbahn
Maxim Makarow startete ab 2015 bei nationalen Wettkämpfen in Russland und war durchaus erfolgreich, so gewann er im selben Jahr zwei Silbermedaillen mit der Staffel. 2017 wurde er in einem Sprintrennen des Russischen Biathlon-Cups Dritter, zwei Jahre darauf russischer Vizemeister mit der Staffel Udmurtiens. Zwar wurde Makarow 2020 in die erweiterte Nationalmannschaft aufgenommen, erhielt aber noch im selben Jahr die moldawische Staatsbürgerschaft und tritt seit Anfang 2021 für Moldawien bei Wettkämpfen der IBU an. Erste internationale Meisterschaften wurden die Europameisterschaften in Duszniki-Zdrój, wo es mit der Mixedstaffel um Alla Ghilenko, Alina Stremous und Michail Ussow sofort unter die besten Zehn ging. Kurz darauf komplettierte er auch die Herren- und die Mixedstaffel bei der Weltmeisterschaft auf der Pokljuka in Slowenien. Zu Beginn des Winters 2021/22 erzielte der Moldawier einen 14. und einen 11. Rang im IBU-Cup, woraufhin er in das Weltcupteam aufgenommen wurde. Während er in den Staffeln mit Michail und Andrei Ussow sowie Pawel Magasejew in den meisten Fällen nach Überrundung aus dem Rennen genommen wurde, konnte Makarow, beispielsweise mit Rang 62 beim Sprint von Östersund, zumindest teilweise überzeugen. Daher durfte er das Sprintrennen bei den Olympischen Winterspielen von Peking bestreiten, schloss dieses aber als 93. und damit Vorletzter ab.

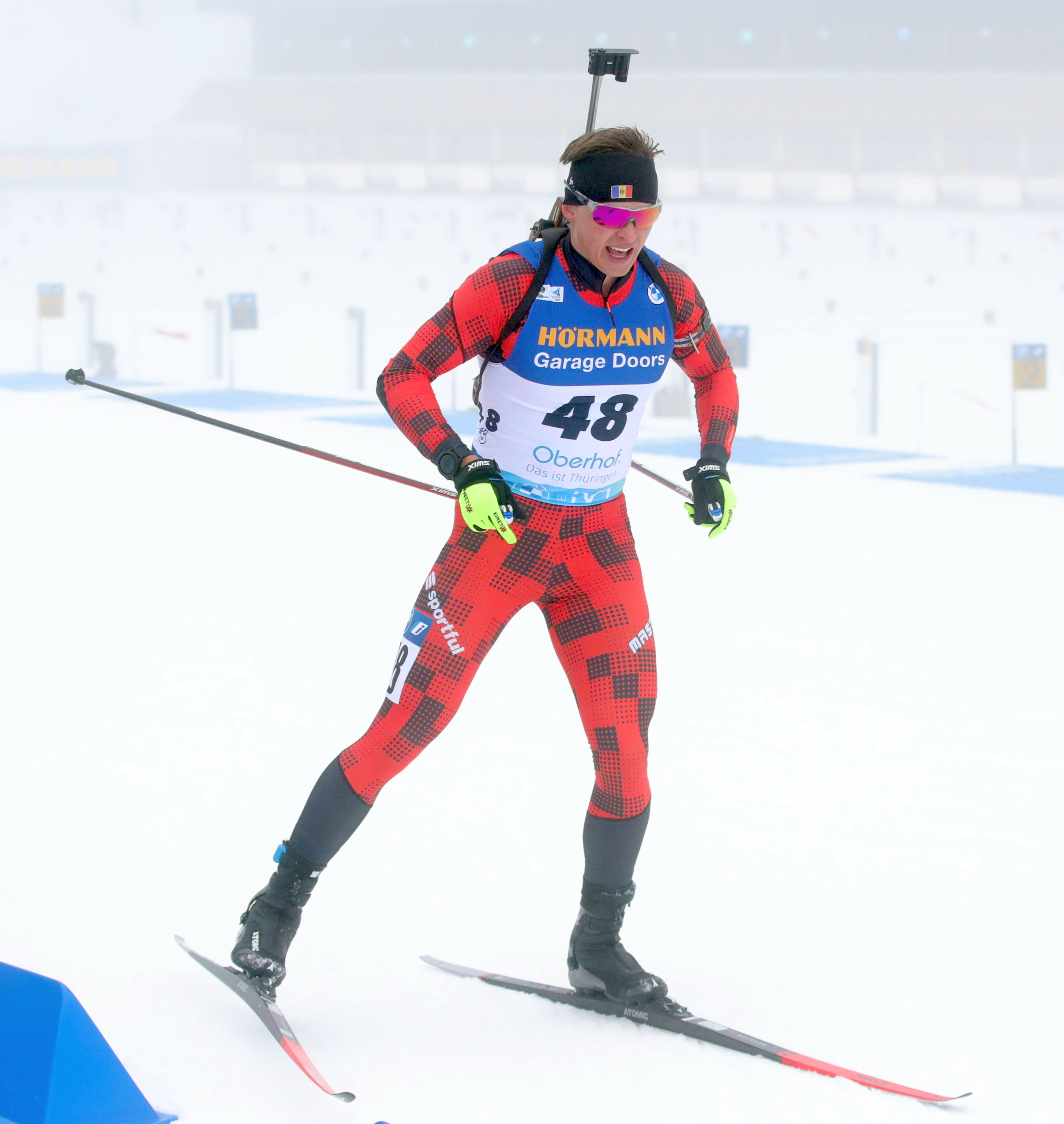
Makarow während des WM-Sprints in Oberhof

Im Winter 2022/23 pendelte Makarow wieder zwischen IBU- und Weltcup, wobei er größere Erfolge auf der zweiten Rennebene feiern konnte. So ging es im Einzel der Europameisterschaften auf den zehnten Rang und eine Woche später bei beiden Sprintrennen in Obertilliach nach jeweils einem Schießfehler auf Platz 8. Bei den Weltmeisterschaften in Oberhof erzielte Makarow mit Rang 59 im Einzel seine beste Einzelplatzierung auf der höchsten Ebene, außerdem erzielte er zusammen mit Alina Stremous den achten Rang in der Single-Mixed-Staffel und damit das beste Ergebnis einer moldawischen Staffel in der Weltcupgeschichte. In Östersund gelang es ihm mit der Herrenstaffel zudem erstmals, die Ziellinie zu überqueren. Deutlich verbessern konnte sich der Moldawier in der Saison 2023/24, in der er sich siebenfach in den Punkterängen der besten 40 Athleten klassieren konnte und vor allem läuferisch Fortschritte zeigte. Sein bestes Saisonergebnis brachte der Sprint von Ruhpolding, Makarow erzielte trotz eines Schießfehlers Rang 23; auch das Einzel von Oslo ergab mit Platz 28 einen Erfolg. Im Single-Mixed-Wettkampf der Europameisterschaften belegte er an der Seite von Alina Stremous Rang vier und verpasste eine Medaille um lediglich 1,5 Sekunden. Ausschlaggebend dafür war ein Sturz von Stremous in ihrer ersten Runde, nachdem Makarow noch als Führender übergeben hatte.
In der Saison 2024/25 ließ Makarow in seiner läuferischen Stärke nach und lief daher im Weltcup nur einmal unter die besten 40. Stark präsentierte er sich dagegen bei den Weltmeisterschaften 2025, bei denen er durchaus überraschend Platz 18 im Einzel erzielte.

## Persönliches
Makarow stammt aus Ischewsk. Er ist mit seiner Teamkollegin Aljona Iwanowa verheiratet und seit 2023 Vater einer Tochter.

## Statistiken

### Weltcupplatzierungen
Die Tabelle zeigt alle Platzierungen (je nach Austragungsjahr einschließlich Olympische Spiele und Weltmeisterschaften).
- 1.–3. Platz: Anzahl der Podiumsplatzierungen
- Top 10: Anzahl der Platzierungen unter den ersten zehn (einschließlich Podium)
- Punkteränge: Anzahl der Platzierungen innerhalb der Punkteränge (einschließlich Podium und Top 10)
- Starts: Anzahl gelaufener Rennen in der jeweiligen Disziplin
- Staffel: inklusive Mixed- und Single-Mixed-Staffeln

| Platzierung               | Einzel | Sprint | Verfolgung | Massenstart | Staffel | Gesamt |
| ------------------------- | ------ | ------ | ---------- | ----------- | ------- | ------ |
| 1. Platz                  |        |        |            |             |         |        |
| 2. Platz                  |        |        |            |             |         |        |
| 3. Platz                  |        |        |            |             |         |        |
| Top 10                    |        |        |            |             |         |        |
| Punkteränge               | 3      | 3      | 2          |             | 22      | 30     |
| Starts                    | 8      | 22     | 3          |             | 23      | 56     |
| Stand: Saisonende 2024/25 |        |        |            |             |         |        |

### Weltcupwertungen
Ergebnisse bei Weltcups (Disziplinen- und Gesamtweltcup) gemäß Punktesystem.
| Saison  | Einzel | Einzel | Sprint | Sprint | Verfolgung | Verfolgung | Massenstart | Massenstart | Gesamt | Gesamt |
| Saison  | Platz  | Punkte | Platz  | Punkte | Platz      | Punkte     | Platz       | Punkte      | Platz  | Punkte |
| ------- | ------ | ------ | ------ | ------ | ---------- | ---------- | ----------- | ----------- | ------ | ------ |
| 2023/24 | 47.    | 14     | 46.    | 31     | 59.        | 10         | –           | –           | 52.    | 55     |
| 2024/25 | 56.    | 9      | –      | –      | –          | –          | –           | –           | 79.    | 9      |

### Olympische Winterspiele
Ergebnisse bei Olympischen Winterspielen:
|                                        | Einzelwettbewerbe | Einzelwettbewerbe | Einzelwettbewerbe | Einzelwettbewerbe | Staffelwettbewerbe | Staffelwettbewerbe |
| Einzel                                 | Sprint            | Verfolgung        | Massenstart       | Herrenstaffel     | Mixedstaffel       |                    |
| -------------------------------------- | ----------------- | ----------------- | ----------------- | ----------------- | ------------------ | ------------------ |
| Olympische Winterspiele 2022 \| Peking | –                 | 93.               | –                 | –                 | –                  | –                  |

### Biathlon-Weltmeisterschaften
Ergebnisse bei den Weltmeisterschaften:
| Weltmeisterschaften | Weltmeisterschaften | Einzelwettbewerbe | Einzelwettbewerbe | Einzelwettbewerbe | Einzelwettbewerbe | Staffelwettbewerbe | Staffelwettbewerbe | Staffelwettbewerbe |
| Jahr                | Ort                 | Einzel            | Sprint            | Verfolgung        | Massenstart       | Herrenstaffel      | Mixedstaffel       | S.-M.-Staffel      |
| ------------------- | ------------------- | ----------------- | ----------------- | ----------------- | ----------------- | ------------------ | ------------------ | ------------------ |
| 2021                | Pokljuka            | –                 | –                 | –                 | –                 | 20.                | 22.                | –                  |
| 2023                | Oberhof             | 59.               | 83.               | –                 | –                 | 22.                | –                  | 8.                 |
| 2024                | Nové Město          | 79.               | 42.               | 45.               | –                 | 21.                | –                  | 19.                |
| 2025                | Lenzerheide         | 18.               | 63.               | –                 | –                 | 20.                | 18.                | 12.                |